# أحمد فتحي بوجي
أحمد فتحي محمد محمود محمد المعروف ببوجي (مواليد 28 يناير 1989 في الإسماعيلية، مصر) هو لاعب كرة قدم مصري سابق، لعب لمنتخب مصر للشباب في مونديال 2009 بمصر وسجل هدفين في إيطاليا ولعب للزمالك موسم 2010 مع هنري ميشيل ثم حسام حسن ورحل من الزمالك إلي مصر المقاصة ثم شباب بلوزداد الجزائري ثم الترسانة ثم القناة ومن ثم نادي الفنار الذي اعتزل معهم عام 2018.